# Invencível (filme de 2001)
Invencível (em inglês:  Invincible) é um filme de drama de 2001 escrito e dirigido por Werner Herzog. O filme é protagonizado por Tim Roth, Jouko Ahola, Anna Gourari e Max Raabe. 